# Справа Об'єднаного троцькістсько-націоналістичного блоку (бойової організації) в Україні
Справа Об'єднаного троцькістсько-націоналістичного блоку (бойової організації) в Україні — політична справа, пов'язана зі справою «троцькістсько-терористичної організації» в УСРР, одна із складових сталінського «великого терору».
27 квітня, 26 червня, 3 вересня і 13 жовтня 1936 постановою Особливої наради при НКВС СРСР були піддані ув'язненню 15 осіб, кожна особа — на 5 років (одна — на 3 роки). У документах слідства, а також в обвинувальному висновку вказувалося, що «бойова організація» нібито була «складовою частиною широко розгалуженої контрреволюційної організації, що являла собою політичний і організаційний блок залишків розгромлених троцькістів, українських націоналістів і меншовиків, що був ускладнений на основі індивідуального терору, як основного засобу політичної боротьби». Зазначалося також, що ця організація «готувала терористичні акти проти керівників партії і уряду на Україні».
Стверджувалося, що «бойова організація» складалася зі співробітників АН УСРР, професорів-викладачів закладів вищої освіти, працівників освіти (Є. Шабліовський, Л. Розен, В. Волков, Ф. Глушко, Н. Горенштейн, Г. Герасун, М. Золотарьов, Є. Берлінер та ін.). Дехто з обвинувачених в участі в «бойовій організації» був засуджений у справі «троцькістсько-терористичної організації» в УСРР 21 жовтня 1936 (наприклад, науковий співробітник АН УСРР Н. Білярчик, професор М. Нирчук, професор Я. Розанов, професор Г. Звада, професор М. І. Мухін, професор С. Посвольський, професор Д. Ігнатюк, професор І. Дорошенко, професор Б. Нижник та інші). Засуджені у справі «бойової організації» 1937—39 знов були піддані репресіям.
Однією з причин арешту вчених була їх минула партійність. Так, наприклад, членство Бунду мав Я. С. Розанов, РСДРП-меншовиків — С. А. Посвольський, соціалістів-революціонерів — Г. Г. Звада. Майже всі вони були членами КП(б)У, але їх виключили під час перманентних «чисток» чи за «троцькізм».
1955—61 було здійснено додаткову перевірку у цій справі, встановлено незаконні методи слідства і відсутність складу злочину. 12 засуджених по справі осіб були офіційно реабілітовані. Решта — 3 особи — були офіційно реабілітовані на підставі указу Президії Верховної Ради СРСР від 16 січня 1989 «Про додаткові заходи з відновлення справедливості стосовно жертв репресій, що мали місце в період 30—40-х і початку 60-х років».